# بطولة ويمبلدون 1902
قائمة ببطولات ويمبلدون لسنة 1902:

## فردي رجال
لورنس دوهيرتي هزم  أرثر جور. النتيجة: 6-4 6-3 3-6 6-0

## فردي سيدات
موريل روب هزمت  شارلوت كوبر. النتيجة: 7-5, 6-1